# Discografia dei Rasmus
La discografia dei The Rasmus, gruppo musicale rock alternativo finlandese attivo dal 1994, è composta da dieci album in studio, due raccolte, tre EP e oltre trenta singoli.

## Album

### Album in studio
| Anno                                                                          | Titolo | Classifiche | Classifiche | Classifiche | Classifiche | Classifiche | Classifiche | Classifiche | Classifiche | Classifiche | Classifiche | Certificazioni                                             |
| Anno                                                                          | Titolo | AUT         | BEL (FL)    | FIN         | FRA         | GER         | ITA         | NLD         | SWE         | SWI         | UK          | Certificazioni                                             |
| ----------------------------------------------------------------------------- | --- | ----------- | ----------- | ----------- | ----------- | ----------- | ----------- | ----------- | ----------- | ----------- | ----------- | ---------------------------------------------------------- |
| 1996                                                                          | Peep - Pubblicato: 23 settembre 1996 - Label: Warner Music Finland - Format: CD, MC, download digitale                                  | —           | —           | 16          | —           | —           | —           | —           | —           | —           | —           |                                                            |
| 1997                                                                          | Playboys - Pubblicato: 29 agosto 1997 - Label: Warner Music Finland - Format: CD, MC, download digitale                                 | —           | —           | 5           | —           | —           | —           | —           | —           | —           | —           |                                                            |
| 1998                                                                          | Hellofatester - Pubblicato: 2 novembre 1998 - Label: Warner Music Finland - Format: CD, download digitale                               | —           | —           | 16          | —           | —           | —           | —           | —           | —           | —           |                                                            |
| 2001                                                                          | Into - Pubblicato: 29 ottobre 2001 - Label: Playground Music Scandinavia - Format: CD, download digitale                                | —           | —           | 1           | —           | —           | —           | —           | —           | —           | —           | - FIN: Platino (2)                                         |
| 2003                                                                          | Dead Letters - Pubblicato: 21 marzo 2003 - Label: Playground Music Scandinavia - Format: CD, 2 CD, CD+DVD, 2 LP, download digitale      | 1           | 25          | 1           | 3           | 1           | 22          | 29          | 17          | 1           | 10          | - FIN: Platino (2) - GER: Platino - SWI: Platino - UK: Oro |
| 2005                                                                          | Hide from the Sun - Pubblicato: 12 settembre 2005 - Label: Playground Music Scandinavia - Format: CD, CD+DVD, download digitale         | 4           | 45          | 1           | 29          | 3           | 18          | 27          | 16          | 5           | 65          | - FIN: Platino                                             |
| 2008                                                                          | Black Roses - Pubblicato: 26 settembre 2008 - Label: Playground Music Scandinavia - Formati: CD, CD+DVD, download digitale              | 22          | —           | 1           | —           | 13          | 38          | 51          | 32          | 22          | —           | - FIN: Oro                                                 |
| 2012                                                                          | The Rasmus - Pubblicato: 18 aprile 2012 - Etichetta: Universal - Formati: CD, download digitale                                         | 23          | —           | 3           | —           | 26          | —           | —           | —           | 46          | —           | - FIN: Oro                                                 |
| 2017                                                                          | Dark Matters - Pubblicato: 6 ottobre 2017 - Etichetta: Playground Music Scandinavia - Formati: CD, LP, download digitale, streaming     | 47          | —           | 7           | —           | 61          | —           | —           | —           | 52          | —           |                                                            |
| 2022                                                                          | Rise - Pubblicato: 23 settembre 2022 - Etichetta: Playground Music Scandinavia - Formati: CD, LP, LP+2 CD, download digitale, streaming | —           | —           | 4           | —           | 34          | —           | —           | —           | 37          | —           |                                                            |
| "—" indica una pubblicazione non classificata o non pubblicata in quel Paese. | |             |             |             |             |             |             |             |             |             |             |                                                            |

### Raccolte
| Anno | Titolo | Classifiche | Certificazioni |
| Anno | Titolo | FIN         | Certificazioni |
| ---- | --- | ----------- | -------------- |
| 2001 | Hellofacollection - Pubblicato: 2001 - Etichetta: Warner Music Finland - Formati: CD, download digitale              | 2           | - FIN: Platino |
| 2009 | Best of 2001-2009 - Released: 2 novembre 2009 - Label: Playground Music Scandinavia - Formati: CD, download digitale | 8           |                |

## Extended play
| Anno | Titolo                                                                 |
| ---- | ---------------------------------------------------------------------- |
| 1995 | 1st - Pubblicato: 1995 - Etichetta: Warner Music Finland - Formati: CD |
| 1996 | 2nd - Pubblicato: 1996 - Etichetta: Warner Music Finland - Formati: CD |
| 1996 | 3rd - Pubblicato: 1996 - Etichetta: Warner Music Finland - Formati: CD |

## Singoli
| Anno                                                                          | Titolo                                   | Classifiche | Classifiche | Classifiche | Classifiche | Classifiche | Classifiche | Classifiche | Classifiche | Classifiche | Classifiche | Certificazioni                             | Album di provenienza      |
| Anno                                                                          | Titolo                                   | AUT         | BEL (FL)    | FIN         | FRA         | GER         | ITA         | NLD         | SWE         | SWI         | UK          | Certificazioni                             | Album di provenienza      |
| ----------------------------------------------------------------------------- | ---------------------------------------- | ----------- | ----------- | ----------- | ----------- | ----------- | ----------- | ----------- | ----------- | ----------- | ----------- | ------------------------------------------ | ------------------------- |
| 1997                                                                          | Blue                                     | —           | —           | 3           | —           | —           | —           | —           | —           | —           | —           |                                            | Playboys                  |
| 1997                                                                          | Ice                                      | —           | —           | 2           | —           | —           | —           | —           | —           | —           | —           |                                            | Playboys                  |
| 1998                                                                          | Liquid                                   | —           | —           | 2           | —           | —           | —           | —           | —           | —           | —           |                                            | Hellofatester             |
| 1999                                                                          | Swimming with the Kids                   | —           | —           | 16          | —           | —           | —           | —           | —           | —           | —           |                                            | Hellofatester             |
| 2001                                                                          | F-F-F-Falling                            | —           | —           | 1           | —           | —           | —           | —           | —           | —           | —           | - FIN: Platino                             | Into                      |
| 2001                                                                          | Chill                                    | —           | —           | 2           | —           | —           | —           | —           | —           | —           | —           | - FIN: Oro                                 | Into                      |
| 2001                                                                          | Madness                                  | —           | —           | 2           | —           | —           | —           | —           | —           | —           | —           |                                            | Into                      |
| 2002                                                                          | Heartbreaker/Days                        | —           | —           | 1           | —           | —           | —           | —           | —           | —           | —           |                                            | Into                      |
| 2003                                                                          | In the Shadows                           | 2           | 6           | 1           | 6           | 1           | 2           | 6           | 2           | 2           | 3           | - FIN: Oro - GER: Oro - SWI: Oro - UK: Oro | Dead Letters              |
| 2003                                                                          | In My Life                               | —           | 55          | 2           | —           | —           | —           | 51          | —           | —           | —           |                                            | Dead Letters              |
| 2003                                                                          | First Day of My Life                     | 9           | 31          | 4           | —           | 6           | 12          | 28          | 31          | 20          | 50          |                                            | Dead Letters              |
| 2004                                                                          | Funeral Song (The Resurrection)          | 32          | —           | 2           | —           | 24          | 44          | —           | —           | 54          | —           |                                            | Dead Letters              |
| 2004                                                                          | Guilty                                   | 32          | 67          | 2           | —           | 20          | 39          | 58          | —           | 43          | 15          |                                            | Dead Letters              |
| 2005                                                                          | No Fear                                  | 16          | 56          | 1           | 41          | 13          | 19          | 17          | 23          | 44          | 43          |                                            | Hide from the Sun         |
| 2005                                                                          | Sail Away                                | 53          | 68          | 2           | —           | 34          | 46          | 74          | 58          | 51          | 94          |                                            | Hide from the Sun         |
| 2006                                                                          | Shot                                     | 49          | —           | 6           | —           | 46          | —           | 91          | —           | —           | —           |                                            | Hide from the Sun         |
| 2006                                                                          | Keep Your Heart Broken                   | —           | —           | —           | —           | —           | —           | —           | —           | —           | —           |                                            | Hide from the Sun         |
| 2008                                                                          | Livin' in a World Without You            | 26          | —           | 1           | —           | 14          | —           | —           | —           | 78          | —           |                                            | Black Roses               |
| 2009                                                                          | Justify                                  | 61          | —           | —           | —           | 56          | —           | —           | —           | —           | —           |                                            | Black Roses               |
| 2009                                                                          | October & April (featuring Anette Olzon) | —           | —           | 3           | —           | 79          | —           | —           | —           | —           | —           |                                            | Best of 2001-2009         |
| 2012                                                                          | I'm a Mess                               | —           | —           | —           | —           | —           | —           | —           | —           | —           | —           |                                            | The Rasmus                |
| 2012                                                                          | Stranger                                 | —           | —           | —           | —           | —           | —           | —           | —           | —           | —           |                                            | The Rasmus                |
| 2012                                                                          | Mysteria                                 | —           | —           | —           | —           | —           | —           | —           | —           | —           | —           |                                            | The Rasmus - Tour Edition |
| 2017                                                                          | Paradise                                 | —           | —           | —           | —           | —           | —           | —           | —           | —           | —           |                                            | Dark Matters              |
| 2017                                                                          | Silver Night                             | —           | —           | —           | —           | —           | —           | —           | —           | —           | —           |                                            | Dark Matters              |
| 2017                                                                          | Nothing                                  | —           | —           | —           | —           | —           | —           | —           | —           | —           | —           |                                            | Dark Matters              |
| 2017                                                                          | Wonderman                                | —           | —           | —           | —           | —           | —           | —           | —           | —           | —           |                                            | Dark Matters              |
| 2017                                                                          | Something in the Dark                    | —           | —           | —           | —           | —           | —           | —           | —           | —           | —           |                                            | Dark Matters              |
| 2018                                                                          | Holy Grail                               | —           | —           | —           | —           | —           | —           | —           | —           | —           | —           |                                            | /                         |
| 2021                                                                          | Bones                                    | —           | —           | —           | —           | —           | —           | —           | —           | —           | —           |                                            | /                         |
| 2021                                                                          | Venomous Moon (con gli Apocalyptica)     | —           | —           | —           | —           | —           | —           | —           | —           | —           | —           |                                            | /                         |
| 2022                                                                          | Jezebel                                  | —           | —           | 4           | —           | —           | —           | —           | —           | —           | —           |                                            | Rise                      |
| 2022                                                                          | Rise                                     | —           | —           | —           | —           | —           | —           | —           | —           | —           | —           |                                            | Rise                      |
| 2023                                                                          | Fireflies (con Charles Ans)              | —           | —           | —           | —           | —           | —           | —           | —           | —           | —           |                                            | /                         |
| 2024                                                                          | Rest in Pieces                           | —           | —           | —           | —           | —           | —           | —           | —           | —           | —           |                                            | /                         |
| "—" indica una pubblicazione non classificata o non pubblicata in quel Paese. |                                          |             |             |             |             |             |             |             |             |             |             |                                            |                           |

## Videografia

### Album video
| Anno | Titolo                                                                                         |
| ---- | ---------------------------------------------------------------------------------------------- |
| 2004 | Live Letters - Pubblicato: 6 dicembre 2004 - Etichetta: Playground Music - Formati: DVD        |
| 2012 | Live 2012/Mysteria - Pubblicato: 10 ottobre 2012 - Etichetta: Shadowland Ltd. - Formati: DVD   |
| 2013 | Live 2012/Volume II - Pubblicato: 21 novembre 2013 - Etichetta: Shadowland Ltd. - Formati: DVD |

### Video musicali
| Anno | Titolo                          | Regista/i                              |
| ---- | ------------------------------- | -------------------------------------- |
| 1996 | Funky Jam                       | The Rasmus & Teja Kotilainen           |
| 1997 | Playboys                        | The Rasmus & Illka Herkman             |
| 1998 | Liquid                          | The Rasmus & The Nose                  |
| 2001 | F-F-F-Falling                   | Mikael Nord & Martin Hansen            |
| 2001 | Chill                           | The Rasmus                             |
| 2003 | In the Shadows (Bandit Version) | Finn Andersson                         |
| 2003 | In My Life                      | Niclas Fronda & Fredrik Löfberg        |
| 2003 | In the Shadows (Crow Version)   | Niclas Fronda & Fredrik Löfberg        |
| 2003 | First Day of My Life            | Sven Bollinger                         |
| 2004 | In the Shadows (Mirror Version) | Philipp Stöltzl                        |
| 2004 | Funeral Song                    | Niclas Fronda & Fredrik Löfberg        |
| 2004 | Guilty                          | Nathan "Karma" Cox                     |
| 2005 | No Fear                         | Jörn Heitmann                          |
| 2005 | Sail Away                       | Mathias Vielsäcker & Christoph Mangler |
| 2006 | Shot                            | Sandra Marschner                       |
| 2007 | Immortal                        | The Rasmus                             |
| 2008 | Livin' in a World Without You   | Niclas Fronda                          |
| 2009 | Justify                         |                                        |
| 2009 | October & April                 | Owe Lingvall                           |
| 2009 | Your Forgiveness                | The Rasmus                             |
| 2012 | I'm a Mess                      | Jopsu Ramu - Timo Ramu                 |
| 2012 | Somewhere                       | The Rasmus                             |
| 2012 | Stranger                        | Aku Louhimies                          |
| 2017 | Paradise                        | Gustav Olsson                          |
| 2017 | Wonderman                       | Jesse Haaja                            |
| 2017 | Silver Night                    | Vesa Manninen                          |
| 2018 | Nothing                         | Eero Heinonen                          |
| 2021 | Venomous Moon                   | Vertti Virkajärvi                      |
| 2022 | Jezebel                         | Jesse Haaja                            |
| 2022 | Rise                            | Heikki Slåen                           |
| 2022 | Live and Never Die              | Georgius Misjura e Aleksei Kulikov     |